# Vaxmora
Vaxmora är en kommundel i nordöstra delen av Sollentuna kommun med de namngivna områdena  Törnskogen och Törntorp. Vaxmora är namngivet efter ett torp i Törnskogen inom Sollentunaholms tidigare ägor.

## Vaxmora torp
Vaxmora torp har till skillnad från de flesta övriga torp i Törnskogen underhållits av boende i Vaxmoraområdet, och är ett populärt utflyktsmål för grupper av mulle och strövare. Vaxmora torp ligger mellan Stora Länsmansberget och Törnberget. Den åkerlycka som hade anlagts öster om torpet har vuxit igen de senaste femtio åren, och är idag praktiskt taget oforcerbar på grund av sly. Föreningen Torpets vänner har genom donationer och ideellt arbete försökt återställa torpet till autentiskt skick och anordnar Torpets dag där historien och Vaxmoraäng uppmärksammas.

## Vaxmoraskolan
Vaxmoraskolan i Törnskogen har elever i klasser från förskola till årskurs sex. I anslutning till skolan finns även en fotbollsplan och en grustennisbana.